# Makoto Sunakawa
Makoto Sunakawa (jap. 砂川 誠, Sunakawa Makoto; * 10. August 1977 in der Präfektur Chiba) ist ein ehemaliger japanischer Fußballspieler.

## Karriere
Sunakawa erlernte das Fußballspielen in der Schulmannschaft der Funabashi High School. Seinen ersten Vertrag unterschrieb er 1996 bei Kashiwa Reysol. Der Verein spielte in der höchsten Liga des Landes, der J1 League. 1999 gewann er mit dem Verein den J.League Cup. Für den Verein absolvierte er 70 Erstligaspiele. 2003 wechselte er zum Zweitligisten Consadole Sapporo. 2007 wurde er mit dem Verein Meister der J2 League und stieg in die J1 League auf. Am Ende der Saison 2008 stieg der Verein in die J2 League ab. Am Ende der Saison 2011 stieg der Verein in die J1 League auf. Am Ende der Saison 2012 stieg der Verein in die J2 League ab. Für den Verein absolvierte er 415 Spiele. 2015 wechselte er zum Ligakonkurrenten FC Gifu. Für den Verein absolvierte er 10 Spiele. Ende 2015 beendete er seine Karriere als Fußballspieler.

## Erfolge
Kashiwa Reysol
- J.League Cup

Sieger: 1999